# 杉江義浩
杉江 義浩（すぎえ よしひろ、1960年3月15日 - ）は日本のジャーナリスト。NHK週刊こどもニュースの番組ディレクターを経てフリーランスとなり産経デジタルiRONNA執筆陣。池上彰ファンクラブ初代管理人。

## 学歴
- 大阪府立千里高等学校卒業
- 神戸大学文学部心理学専攻卒業[1]

## 著書
ニュース、みてますか? : プロの「知的視点」が2時間で身につく（ワニブックス）ISBN 9784847065606